# 寂靜之光
《寂靜之光》（門諾低地德語: Stellet Licht）是2007年由導演兼編劇的 卡洛斯·雷加达斯 在墨西哥的奇瓦瓦州所拍攝。

## 發行
在2008年各大影評的年度十大電影排行成績：
- 第二名 - A·O·斯科特（英语：A. O. Scott），《纽约时报》[1]
- 第四名 - 斯科特·方達斯，《洛杉磯週刊（英语：LA Weekly）》[2]
- 第五名 - 曼諾拉·吉斯（英语：Manohla Dargis），《纽约时报》[3]
- 第六名 - 安森·大衛（英语：David Ansen），《新闻周刊》[4]
- 第六名 - J·霍伯曼（英语：J. Hoberman），《村聲週報（英语：The Village Voice）》[5]

## 獎項
- 卑爾根國際電影節, 最佳影片
- 坎城影展, 評審團大獎
- 芝加哥國際電影節, Gold Hugo (最佳劇情)
- 哈瓦那電影節, 最佳攝影 (Alexis ZabeBest)
- 哈瓦那電影節, 最佳導演 (Carlos Reygadas)
- 哈瓦那電影節, 最佳音效 (Raúl Locatelli)
- 哈瓦那電影節, Grand Coral - 首獎 (Carlos Reygadas)
- 韋爾瓦拉丁美洲電影節, Golden Colon (最佳劇情)
- 韋爾瓦拉丁美洲電影節, Silver Colon (最佳導演)
- 利馬拉丁美洲電影節, 最佳攝影 (Alexis ZabeBest)
- 利馬拉丁美洲電影節, 評論獎
- 利馬拉丁美洲電影節, Elcine 首獎
- 莫托文電影節, Propeller of Motovun (最佳影片)
- 里約熱內盧國際電影節, FIPRESCI Prize (最佳拉美電影)
- 斯德哥爾摩電影節, 最佳編劇
- Cine Ceará - National Cinema Festival, 最佳攝影 (Alexis ZabeBest)
- Cine Ceará - National Cinema Festival, 導演獎 (Carlos Reygadas)
- Cine Ceará - National Cinema Festival, 最佳音效 (Raúl Locatelli)

## 提名
2009 美國獨立精神獎最佳外語片提名

## 外部連結
- 官方网站
- AllMovie上《Silent Light》的资料（英文）
- 互联网电影数据库（IMDb）上《Silent Light》的资料（英文）
- Metacritic上《Silent Light》的資料（英文）
- 爛番茄上《Silent Light》的資料（英文）
- Silent Light at the 2007 Toronto International Film Festival
- Plautdietsch-Freunde association（页面存档备份，存于）